# Gutter (Comic)
Gutter (englisch u. a. für Rinnstein) ist ein englischer Fachbegriff und bezeichnet bei Scott McCloud den Raum zwischen den Panels eines Comics. McCloud entlehnt den Begriff der Druckersprache, die damit den Leerraum zwischen zwei Seiten bezeichnet (vgl. Steg), verwendet ihn aber zugleich metaphorisch in Verbindung mit dem vergossenen Blut einer nichtgezeigten, d. h. im Zwischenraum zweier Panels „versteckten“ Gewalttat, wobei er von „Blood in the Gutter“ spricht. Auf Deutsch wird der Begriff am besten mit „Lücke“ wiedergegeben.

## Geschichte
Vor eine Beschreibung der Art und Weise, wie Lücken zwischen den Panels verwandt werden, müsste eine Geschichte des Panels gestellt werden. Die Abgrenzung zweier Panels voneinander geschah beispielsweise im Mittelalter durch Bäume oder Gebäudeteile. Im 19. Jahrhundert, als von Holzstöcken gedruckt wurde, standen die Panels unumrandet nebeneinander. Rodolphe Töpfer, der ein anderes, direkt auf der Handzeichnung basierendes Druckverfahren wählte, trennte die aneinanderhängenden Panels durch eine einfache Linie. Diese einfach Linientrennung findet man auch noch im 20. Jahrhundert, als aber bereits umrandete Panels, mit einer Lücke getrennt, für die Bildsprache des Comic üblich geworden waren. Diese Methode wird von neueren, experimentellen Comics nicht immer verwandt; auch werden mitunter Panels in andere Panels integriert.

## Gestaltung
Die Lücken werden nicht als eigenständiges Liniensystem zwischen den Panels wahrgenommen, sondern als Hintergrund, auf dem die Panels montiert sind. Somit ergibt sich das Gerüst der Lücken aus der Größe, Form und Montierung der Panels auf einer Seite. Bei Fließbandproduktion von Comics wurden die Panelumrandungen zuweilen vor dem Zeichnen der Panelinhalte von einer extra dafür engagierten Hilfskraft getuscht.

### Konstruktion
Am häufigsten sind rechtwinklige Konstruktionen. Eine abweichende Form trifft man seit Mitte des 20. Jahrhunderts in Italien an, von wo aus sie etwa Einfluss auf die Großbände Hansrudi Wäschers (Sigurd, Nick) hatte und auch auf  Propeller Man von Matthias Schultheiss. Hier wirken die Seiten wie zerbrochene Spiegel:
|  |

### Farbe
Um einen starken Kontrast zum schwarzen Panelrahmen und damit eine scharfe Abgrenzung zu bewirken, ist die Lücke üblicherweise weiß. Dadurch ergibt sich in den Kreuzungspunkten eine optische Täuschung (schwarze Flecken), die manchmal störend wirken kann. (Siehe Hermann-Gitter in Optische Täuschungen).
Um besondere Wirkungen zu erzielen, wird zuweilen auch eine schwarze Lücke verwendet:
| Beispiel: Die Seite weist zwei verschiedene Hintergrundflächen auf: Das obere Viertel ist weiß und ergibt weiße Lücken, der Rest ist schwarz und liefert somit schwarze Lücken. Zur Betonung der Spalten (hier laufen zwei verschiedene Handlungen zeitgleich ab) sind hier die waagrechten Lücken sehr schmal. In der rechten Spalte sind die beiden oberen Panels nicht durch eine Lücke voneinander getrennt, sondern durch eine Sprechblase und durch die Kompositionslinien der Figuren. Das linke untere Panel ist im linken oberen Eck offen, es geht dort nahtlos in das Gutter über. |

## Funktionen

### Leserichtung
Durch die Gestaltung des Systems der Lücken kann die Leserichtung, also die Reihenfolge, in der die einzelnen Panels betrachtet werden sollen, verdeutlicht werden.
Waagrechte und senkrechte Lücken sind in der Regel gleich breit. Durch geeignete Abmessungen der Panels und ihre Montage lassen sich bestimmte Leserichtungen betonen:
|                                 |                                  |
| Leserichtung entlang der Zeilen | Leserichtung entlang der Spalten |

| Betonung der Zeilen durch Verdopplung der waagrechten Lückenbreite | Betonung der Spalten: An Stelle der waagrechten Lücken treten nur schmale schwarze Trennungslinien. Die Seite stellte eine komplexe Komposition zu einer Parallelhandlung dar, die in den beiden Spalten ablaufen und jeweils in den beiden abgesetzten Panels enden. Diese sind aber so kurz, dass eine breite Lücke entsteht, auf den die Figuren aus ihrem Panel heraustreten. (Siehe auch Grafische Erzählstrategien) |
| [ 3 ]                                                              | [ 4 ] |

### Zeichen- und Schreibfläche
- Zuweilen stehen in den waagrechten Lücken erläuternde Hinweise. (Beispiel: In den deutschen Ausgaben von Asterix und Obelix stehen dort die Übersetzungen der lateinischen Sprichwörter.)
- In stark verbreiterte Lücken wird erläuternder Text eingefügt.

|  |

- In der Lücke werden grafische Elemente fortgesetzt, die gleichsam den Panelrahmen sprengen.
- In der Lücke befinden sich eigenständige grafische Elemente.